# Helionidia ornata
Helionidia ornata är en insektsart som beskrevs av Irena Dworakowska 1971. Helionidia ornata ingår i släktet Helionidia och familjen dvärgstritar. Inga underarter finns listade i Catalogue of Life.